# Nabucco (gasdotto)
Il gasdotto Nabucco era un progetto volto alla realizzazione di una nuova via di importazione del gas naturale proveniente dalla zona del Caucaso, del Mar Caspio e, potenzialmente, del Medio Oriente. Avrebbe dovuto collegare la Turchia con l'Austria.
Fra gli obiettivi dichiarati del nuovo gasdotto c'era il rafforzamento della sicurezza dell'approvvigionamento per i Paesi componenti il consorzio e per l'Unione europea nel suo complesso. A gasdotto ultimato, infatti, il gas che sarebbe affluito sul mercato comunitario sarebbe dovuto provenire da nuovi fornitori attraverso un nuovo corridoio di approvvigionamento.
Nel giugno 2013 il progetto venne accantonato in favore del concorrente Trans Adriatic Pipeline (TAP).

## Storia

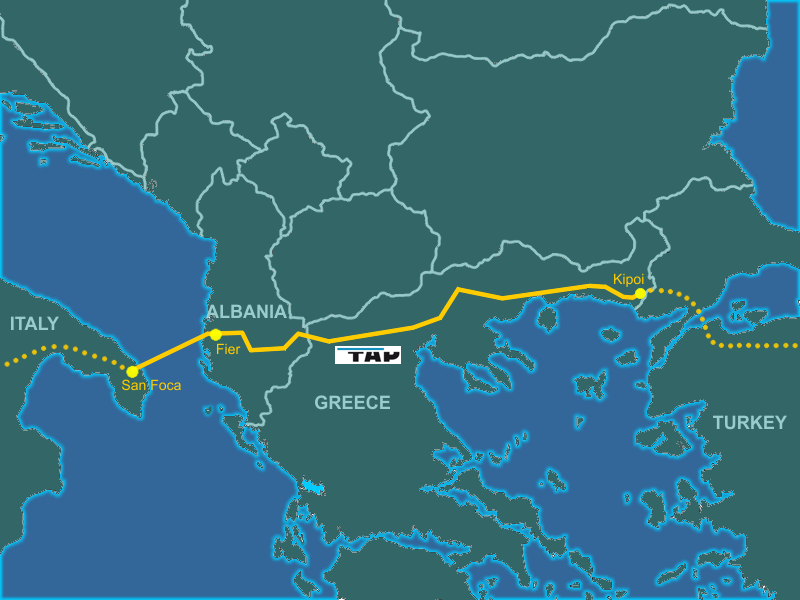
Il gasdotto TAP (Trans Adriatic Pipeline, operativo dal 17 ottobre 2020) che ha sostituito quello in progetto Nabucco

Il progetto Nabucco è nato nel febbraio del 2002 a seguito dell'interesse di due compagnie, l'austriaca OMV e la turca Botas. Appena pochi mesi dopo, nel giugno, altre tre compagnie - la bulgara Bulgargaz, la romena Transgaz e l'ungherese MOL - si aggiunsero al progetto e furono firmati prima un protocollo di intesa per la costruzione del gasdotto e poi, nell'ottobre, un nuovo accordo di cooperazione il cui scopo era l'affidamento e l'espletamento dello studio di fattibilità. Nel dicembre del 2003, con la firma di un protocollo di intesa con le cinque compagnie del consorzio, l'Unione Europea ha manifestato il suo interesse verso il progetto garantendo il finanziamento del 50% dei costi dello studio di fattibilità (incluse: analisi di mercato, studi tecnici, economici e finanziari).
Ultimati nel 2004, gli studi indicarono che il progetto era fattibile sia dal punto di vista tecnico che da quello economico-finanziario; a metà del 2005, quindi, si entrò nella fase vera e propria di sviluppo progettuale con la firma dell'accordo di joint venture fra i 5 soci che costituirono la società Nabucco Gas Pipeline International GmbH e le diverse sotto-società nazionali. Nel febbraio del 2008 è entrata nel consorzio anche la tedesca RWE.
Il 27 gennaio del 2009, durante il Nabucco Summit, la Banca europea degli investimenti e la Banca Europea per la Ricostruzione e lo Sviluppo hanno garantito un adeguato supporto finanziario alla realizzazione del gasdotto. Infine, il 13 luglio 2009, è stato firmato ad Ankara l'accordo intergovernativo fra i Paesi partner, alla presenza del Presidente della Commissione Jose Manuel Barroso, del Commissario all'Energia Andris Piebalgs e dell'Inviato Speciale per l'Energia statunitense Richard Morningstar.

### Origine del nome
A margine del primo summit del progetto Nabucco tenutosi a Vienna, i partecipanti alla riunione si recarono all'Opera di Vienna per rilassarsi ascoltando il Nabucco di Giuseppe Verdi. Quando si parlò del nome da dare al gasdotto la decisione fu quasi automatica e unanime.

## Soci e management
Sono attualmente 6 i soci del progetto Nabucco (in ordine di transito):
- Botas (Turchia)
- Bulgargaz (Bulgaria)
- Transgaz (Romania)
- MOL (Ungheria)
- OMV (Austria)
- RWE (Germania)

Ognuno dei partner detiene il 16,67% delle azioni della compagnia.
La francese Gaz de France ha cercato di entrare nel progetto ma è stata costretta a rinunciarvi a causa dell'opposizione turca. Anche la compagnia polacca PGNiG ha manifestato il proprio interesse a entrare nel consorzio.
A capo della società che gestirà il gasdotto siede l'austriaco Reinhard Mitschek, mentre Joschka Fischer, ex ministro del governo rosso-verde tedesco, è stato cooptato nel board della società e ne sarà consulente.

## Percorso e caratteristiche tecniche
La lunghezza del gasdotto sarà di circa 3.300 km, con partenza dal confine orientale turco ed arrivo all'hub di Baumgarten an der March in Austria dove il gas potrà essere stoccato e/o distribuito al resto dell'Europa centrale. Attraverserà Bulgaria (400 km), Romania (460 km) e Ungheria (390 km), mentre la maggior parte della linea sarà in territorio turco (2.000 km circa). Il diametro massimo del tubo sarà di 56" e saranno costruite circa 12-13 stazioni di compressione lungo tutto il tracciato per far transitare i circa 31 miliardi di metri cubi di gas previsti.

## Costruzione
Dopo lo studio di fattibilità è stato deciso di dividere la costruzione in due fasi. La prima fase dovrebbe iniziare nel 2011 con la costruzione della linea fra Ankara e Baumgarten, facendo sì che nel primo periodo il gas arrivi fino alla capitale turca tramite le infrastrutture già esistenti - il gasdotto Iran-Turchia al confine curdo-iraniano e il gasdotto Baku-Tblisi-Erzurum (o South Caucasus Pipeline) al confine con la Georgia - e venga poi lì convogliato nel Nabucco. Potrebbero essere trasportati in questa fase circa 8 miliardi di metri cubi annui. La seconda fase dovrebbe iniziare nel 2014 e concludersi entro un paio d'anni con la costruzione della sezione da Ankara fino ai confini orientali turchi. Progressivamente saranno aggiunte delle stazioni di compressione in modo da accrescere la quantità di gas trasportato fino ai previsti 31 miliardi di metri cubi/anno. Il costo totale del progetto dovrebbe aggirarsi, a detta del consorzio, sui 7,9 miliardi di euro totali.

## Fonti di approvvigionamento
Secondo il consorzio Nabucco, le fonti di approvvigionamento sarebbero molteplici, spaziando dal gas azero (il campo gigante di Shah Deniz), kazako e turkmeno del Mar Caspio a quello egiziano, iracheno e iraniano; non sarebbe da escludere nemmeno la fornitura di gas russo. Allo stato attuale, va ricordata la firma di un contratto del tipo Production Sharing Agreement fra RWE e la società di stato turkmena per lo sviluppo di alcuni blocchi di produzione situati nel settore turkmeno del Mar Caspio. Il Nabucco avrà un regime di accesso garantito alle terze parti di almeno il 50%, cioè solo la metà della sua capacità sarà riservata ai suoi partner mentre l'altra metà potrà essere aggiudicata per mezzo di procedure open season.

## Finanziamento Europeo
Il Nabucco fa parte dei progetti infrastrutturali in campo energetico ritenuti prioritari dall'Unione Europea, essendo inserito nel cosiddetto Corridoio Sud di approvvigionamento del gas naturale. Riceverà un finanziamento di 200 milioni di euro nel quadro del "Programma di sostegno alla ripresa economica tramite la concessione di un sostegno finanziario comunitario a favore di progetti nel settore dell'energia", conosciuto con l'acronimo inglese di EEPR (European Energy Programme for Recovery). Il Commissario per l'Energia Andris Piebalgs, ha più volte sostenuto il progetto descrivendolo come fondamentale per la sicurezza dell'approvvigionamento europeo e come non concorrente rispetto a quei progetti portati avanti da singoli Stati membri e compagnie europee, principalmente il South Stream.